# 27-й науковий центр МО РФ
27-й науковий центр імені академіка Зелінського Міністерства Оборони Російської Федерації (27 НЦ) — науково-дослідна організація з розробки та протидії хімічній зброї в Росії.

## Історія
27 НЦ був створений 4 грудня 1974 для розробки хімічної зброї та засобів протидії.

## Діяльність
Інститут знаходиться у місті Москва, на його базі з кінця 90-х років функціонує лабораторія хімічно-аналітичного контролю. Починаючи з 2016 в 27 НЦ організовано випуск науково-практичного журналу "Вісник військ РХБ захисту".
За даними журналістських розслідувань, спеціалісти 27 НЦ брали участь в організації отруєння Сергія та Юлії Скрипаль у Солсбері у 2018.
У 2019 році 27 НЦ проводив експертну оцінку по виявленим випадкам застосування хімічної зброї на території Сирії.
За час існування 27 НЦ на його базі захищено понад 50 дисертацій на здобуття наукового ступеня доктора наук.
У 2021 спеціалістами 27 НЦ була створена біологічно активна добавка «КовБАД», для якої декларувалось допомога в підвищенні опору організму людини в протидії ОРЗ та Covid-19.
За розробку хімічної зброї, а потім і її застосування під час Російсько-Української війни на 27 НЦ накладались санкції різними країнами.